# 安迪·麥克唐納
安迪·麥克唐納（Andy McDonald，1958年3月8日—）是一位英格蘭政治人物，他的黨籍是工黨。自2012年開始，他擔任米杜士堡選區選出的英國下議院議員。在從政之前他曾是一位律師。